# Pseudomicrodes mediorufa
Pseudomicrodes mediorufa là một loài bướm đêm trong họ Noctuidae.